# 민홍규
민홍규(1954년 ~ )는 대한민국의 전각가이다. 2008년 대한민국의 국새를 제작하였으나, 이 과정에서 횡령, 사기 등의 혐의가 드러나 수사를 받게 되었다.

## 국새 제작과 조작사건
경남 산청 출신인 민홍규는 노무현 참여정부 당시 국새 장인으로 인정받아 대한민국의 국새를 전통 방식으로 제작하였다. 그러나 이 과정에서 민홍규가 전통방식으로 국새를 만드는 비법을 갖고있지 않다는 주장들을 비롯하여 여러 가지 의혹이 제기되었고 2010년 검찰이 수사한 결과 민홍규가 전통방식의 국새 제작 방식을 전혀 알지 못하고 있다는 사실이 드러났으며, 국새제작 총괄 책임자로 임명되기까지 언론들과, 정치인들에게 금도장 로비를 해온 것으로 드러났다. 국새 제작 과정에서 금을 횡령한 혐의로 수사를 받게 되었다. 행정안전부는 민홍규가 만든 국새를 파기하고 새로 국새를 제작할 방침이라고 밝혔다. 수사 과정에서 민홍규는 국새에 자기 이름을 몰래 새겨놓은 것도 밝혀졌다.

## 수상
- 2006년 한국문화예술위원회 올해의 예술상 전통예술부문
- 2006년 한국예술가협회 미술부문 최우수예술가
- 2006년 이천시 문화상